# Matarova
Matarova (cyr. Матарова) – wieś w Serbii, w okręgu toplickim, w gminie Kuršumlija. W 2011 roku liczyła 59 mieszkańców.